# Plumbon (Suruh)
Plumbon is een bestuurslaag in het regentschap Semarang van de provincie Midden-Java, Indonesië. Plumbon telt 6046 inwoners (volkstelling 2010).